# Schweizertor
Schweizertor är ett bergspass mellan Schweiz och Österrike. Det ligger mellan distrikten Prättigau/Davos i kantonen Graubünden (Schweiz) och Bludenz i förbundslandet Vorarlberg (Österrike). Schweizertor ligger 2 137 meter över havet.
Trakten runt Schweizertor består i huvudsak av gräsmarker, alpin tundra och kala ytor.
Cirka 2,5 km nordväst om passet ligger Lünersee och likaså på Österrikes sida ligger fjällstugan Lindauer Hütte cirka 3 km öster om passet.